# Marinens paradmarsch
Marinens paradmarsch, ursprungligen Kungl. Flottans Paradmarsch, är en svensk marsch. Marschen komponerades av militärmusikern Josef Franz Wagner.
Marschen är både Marinens och Flottans paradmarsch, och spelas därför vid högtidliga och ceremoniella tillfällen.